# Marie, Nonna, la Vierge et Moi
 (juillet 2019).
Si vous disposez d'ouvrages ou d'articles de référence ou si vous connaissez des sites web de qualité traitant du thème abordé ici, merci de compléter l'article en donnant les références utiles à sa vérifiabilité et en les liant à la section « Notes et références ».
Pour plus de détails, voir Fiche technique et Distribution.
Marie, Nonna, la Vierge et Moi est un film dramatique français écrit et réalisé en 1999 par Francis Renaud, distribué par Caro-Line Distribution et sorti en février 2000.

## Commentaires
Marie, Nonna, la Vierge et Moi est le premier long-métrage de Francis Renaud en tant que réalisateur. Il avait par ailleurs déjà réalisé un court en 1997 qui s'intitule Over Iode.

## Lieux du tournage
Le film a été tourné dans la Vallée de la Fensch en Moselle, non loin de la ville de naissance de Francis Renaud, Thionville.

## Synopsis
Dans une vallée minière de l'Est de la France, trois jeunes gens cherchent à faire fortune pour changer leur vie. Ainsi, Tonio, Jeff et Chico voudraient organiser des rave-parties.
Ils repèrent un lieu idéal, l'usine désaffectée du père de Céline, l'ex-petite amie de Tonio. Ce dernier ne peut se résoudre à demander quoi que ce soit à Céline puisqu'il est amoureux de Marie.
Ils rêvent d'ailleurs de s'en aller tous les deux loin de cette vallée pour fonder une famille. Cependant Marie vit avec sa mère, Nonna, qui passe ses journées à écouter de la musique slave.

## Fiche technique
- Titre : Marie, Nonna, la Vierge et Moi
- Réalisateur : Francis Renaud
- Scénario : Francis Renaud, Stéphan Guérin-Tillié et Christophe Lamotte
- Production : Franck Vager et Hélène Vager
- Année de production : 1999
- Distribution : Caro-Line Distribution
- Pays d'origine :  France
- Durée : 80 minutes
- Format de projection : 35 mm - couleur - long métrage
- Genre : drame
- Date de sortie : 2 février 2000

## Distribution
- Maia Morgenstern : Nonna
- Dominique Bettenfeld : Daniel
- Samuel Jouy : Jeff
- David Saracino : Tonio
- Gaëla Le Devehat : Marie
- Julia Vaidis-Bogard : Céline
- Pascale Oudot : Martine
- Philippe Nahon : Marcel
- Jean-Luc Caron : M. Rémond